# 花火 (1931年の映画)
『花火』（はなび）は、1931年（昭和6年）製作・公開、伊丹万作原作・脚本・監督による日本の長篇劇映画、サイレント映画である。伏見直江・伏見信子姉妹の共演作である。

## 略歴・概要
伊丹自身の回想によれば、本作の脚本は、1927年（昭和2年）10月、満27歳のころ、旧制・愛媛県松山中学校（現在の愛媛県立松山東高等学校）時代の先輩である伊藤大輔宅の食客となった際に、伊藤に言われて「しかたなく」書いたオリジナルシナリオを映画化したものである。当時の伊藤家の食客には、俳優の香川良介、脚本家の中川藤吉がおり、伊丹は同月内にもう1作『伊達主水』を書き、これがのちに『放浪三昧』（監督稲垣浩、1928年）の題で映画化された。
主演の片岡千恵蔵は本作の公開当時は満27歳、伏見直江・信子姉妹はともに日活太秦撮影所に所属しており、それぞれ満22歳、満15歳であり、姉・直江は芸妓綾吉を、妹・信子は千恵蔵の妹役をそれぞれ演じた。自らのオリジナルシナリオを演出した伊丹は、公開当時満31歳になっていた。
2013年（平成25年）1月現在、東京国立近代美術館フィルムセンターも、マツダ映画社も、本作の上映用プリントを所蔵していない。大阪芸術大学は同作の「33秒」のフィルム断片を発掘、所蔵しているが、これ以外の部分については現存していない。本作の脚本については、1961年（昭和36年）11月15日に発行された『伊丹万作全集 第3巻』（筑摩書房）の最初に収録されている。

## スタッフ・作品データ
- 監督・原作・脚本 : 伊丹万作
- 撮影 : 石本秀雄

- 製作 : 片岡千恵蔵プロダクション

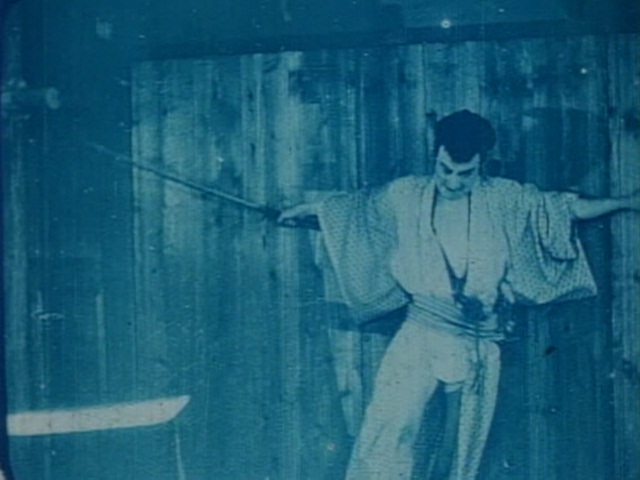
『花火』の残存する断片の一場面。片岡千恵蔵を追い詰める刀。

- 上映時間（巻数 / メートル） : 65分（8巻 / 1,795メートル）[4] / 現存33秒[13]
- フォーマット : 白黒映画 - スタンダードサイズ（1.37:1） - 18fps - サイレント映画
- 公開日 :  日本 1931年8月26日（8月27日[4]）
- 配給 :  日活
- 初回興行 : 浅草公園六区・富士館
- 同時上映 : 『嬢やの散歩街』（監督東坊城恭長、主演佐久間妙子）

## キャスト
- 片岡千恵蔵 - 結城孫六
- 尾上宇多五郎 - 結城新兵衛（父・新兵衛[4]）
- 伏見信子 - 結城ゆき江（妹・ゆきえ[4]）
- 高木永二 - 安藤嘉平次
- 伏見直江 - 芸者綾吉（芸妓綾吉[4]）
- 瀬川路三郎 - 家主七兵衛（家主吉兵衛[4]）
- 葛木香一 - 別所吉左衛門
- 成松和一 - 木村英助